# Rechtsmedizin (Zeitschrift)
Rechtsmedizin : Organ der Deutschen Gesellschaft für Rechtsmedizin ist eine deutsche Fachzeitschrift für Rechtsmedizin.

## Veröffentlichungsweise und Inhalt
Die Zeitschrift für Rechtsmedizin wird alle zwei Monate durch die Deutsche Gesellschaft für Rechtsmedizin herausgegeben.
Die Zeitschrift behandelt Beiträge aus der forensischen Pathologie und forensischen Traumatologie. Daneben gibt es auch Beiträge zur Verkehrsmedizin, Toxikologie, Medizinrecht und Serologie. Alle Beiträge werden vorher überprüft (Peer Review) und müssen die Deklaration von Helsinki erfüllen.
Strukturell werden in der Zeitschrift unter anderem sowohl thematische Beiträge als auch Fallbeispiele aus der Praxis dargestellt. Die Fallbeispiele sind solche, die nach Auffassung des Autors des entsprechen Beitrages ermöglichen ein spezifisches Thema darzustellen und es kritisch diskutieren.